# Famille Diderot
La famille Diderot est une famille française de couteliers établis à Langres, en Haute-Marne. D'origine modeste puis bourgeoise, son membre le plus célèbre est le philosophe des Lumières Denis Diderot (1713-1784).

## Origines
Un dénommé Nicolas Diderot est le plus ancien ancêtre commun connu de la famille Diderot. Antoine Diderot naît en 1596 et meurt en 1664, il a quatorze enfants issus de deux mariages. Parmi les membres connus sont 1) l'aîné Jean et le benjamin Didier (Ier), et 2) Nicolas, né en 1628, et Denis (Ier). S'il n'est pas certain qu'Antoine est coutelier, un acte témoigne que ses trois fils Jean, Didier et Nicolas le sont.
Parmi les mariages connus, Didier (Ier) Diderot épouse Didière Colin. Denis (Ier) Diderot épouse d'abord une Nicole Béligné, fille de coutelier, puis Denise Charles. De Nicole Béligné naît Didier (II) Diderot le 14 septembre 1685, le père du philosophe Denis (II) Diderot. Les Diderot et les familles avec lesquels ils font alliance sont des artisans cossus, fréquentant les milieux de la bourgeoisie : libraires, curés, tanneurs, vitriers, barbiers-chirurgiens, etc.

## Membres notables

### Didier Diderot

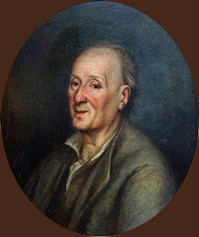
Didier Diderot âgé.

Didier (II) Diderot épouse Angélique Vigneron, de huit ans sont aîné. Les Vigneron sont d'abord des tanneurs, comme le père d'Angélique, mais aussi de couteliers. Plusieurs membres de la famille d'Angélique sont des religieux : deux de ses oncle et son frère Didier sont chanoines, deux de ses cousins et son frère Jean sont curés.
La marque et l'enseigne de coutellerie des Diderot est La Perle. Didier est le plus réputé de la famille Diderot, notamment pour ses instruments de chirurgie, sa piété et sa droiture. Angélique donne naissance à sept enfants, dont Denis (II) (né le 5 octobre 1713) et Didier-Pierre (baptisé le 21 mars 1722). Plusieurs enfants meurent en bas âge, Angélique Vigneron décède elle-même le 19 octobre 1748. Par son travail et ses économies, Didier Diderot acquiert des vignes et des terres, laissant six mille livres de rente à sa mort, le 3 juin 1759.

## Généalogie
- Nicolas Diderot, époux de Jeanne Febvre en 1556
  - Jean (né le 5 mars 1557), époux de Michelette Noël en 1586
    - Jeanne (née en 1588)
    - Jacques (née en 1590)
    - Yolande (née en 1591)
    - Nicolas (né en 1594)
    - Antoine (1596-1664), époux de 1) Jeanne Courtet (1603-1637) puis 2) d'Anne François (1614-1685)
      - Didier (Ier), époux de Didière Colin
      - Denis (Ier), coutelier et époux de 1) Nicole Beligné puis de 2) Denise Charles
        - 1) Didier (II) (1685-1759), époux d'Angélique Vigneron
          - Un garçon mort-né (novembre 1712)
          - Denis (II) (5 octobre 1713-1784), philosophe, époux d'Anne-Antoinette Champion
            - Angélique (1744)
            - Un garçon mort-né (1746)
            - Marie-Angélique (1753-1824), autrice et épouse d'Abel François Nicolas Caroillon de Vandeul

          - Denis (27 janvier 1715)
          - Catherine (vers 1716-3 août 1718)
          - Catherine (née le 18 avril 1719 et morte en bas âge)
          - Angélique (née le 3 avril 1720), religieuse ursuline à Langres
          - Didier-Pierre (bap. 21 mars 1722-1787)

      - Nicolas
      - Jean

  - Nicolas (né en 1561)
  - Antoine (né en 1563)
  - Denis (né en 1563)
  - Anne (née en 1570)
  - Anne (née en 1570)

## Pour approfondir